# Bernd Rupp
Bernd Rupp (* 24. února 1942, Solms) je bývalý německý fotbalista, útočník.

## Fotbalová kariéra
Začínal v SV Wiesbaden. V německé bundeslize hrál za Borussii Mönchengladbach, Werder Brémy a 1. FC Köln, nastoupil ve 274 ligových utkáních a dal 119 ligových gólů. S Borussií Mönchengladbach vyhrál v roce 1973 německý fotbalový pohár. V Poháru vítězů pohárů nastoupil v 7 utkáních a dal 2 góly a v Poháru UEFA nastoupil ve 23 utkáních a dal 6 gólů. Za německou fotbalovou reprezentaci nastoupil v roce 1966 v přátelském utkání s Tureckem, ve kterém dal 1 gól. 

## Ligová bilance
| Ročník                                    | Zápasy | Góly | Klub                     |
| ----------------------------------------- | ------ | ---- | ------------------------ |
| 2. německá fotbalová Bundesliga 1964/1965 | 34     | 24   | Borussia Mönchengladbach |
| Německá fotbalová Bundesliga 1965/1966    | 34     | 16   | Borussia Mönchengladbach |
| Německá fotbalová Bundesliga 1966/1967    | 32     | 15   | Borussia Mönchengladbach |
| Německá fotbalová Bundesliga 1967/1968    | 33     | 10   | Werder Brémy             |
| Německá fotbalová Bundesliga 1968/1969    | 25     | 13   | Werder Brémy             |
| Německá fotbalová Bundesliga 1969/1970    | 34     | 16   | 1. FC Köln               |
| Německá fotbalová Bundesliga 1970/1971    | 30     | 14   | 1. FC Köln               |
| Německá fotbalová Bundesliga 1971/1972    | 33     | 16   | 1. FC Köln               |
| Německá fotbalová Bundesliga 1972/1973    | 23     | 9    | Borussia Mönchengladbach |
| Německá fotbalová Bundesliga 1973/1974    | 30     | 10   | Borussia Mönchengladbach |
| CELKEM Německá fotbalová Bundesliga       | 274    | 119  |                          |
| CELKEM 2. německá fotbalová Bundesliga    | 34     | 24   |                          |